# Station Nowe Miasto nad Pilicą
Station Nowe Miasto nad Pilicą is een spoorwegstation in de Poolse plaats Nowe Miasto nad Pilicą.